# Pseudosquillana megalophthalma
Pseudosquillana megalophthalma is een bidsprinkhaankreeftensoort uit de familie van de Pseudosquillidae. De wetenschappelijke naam van de soort is voor het eerst geldig gepubliceerd in 1893 door Bigelow.